# Operation Vigilant Resolve

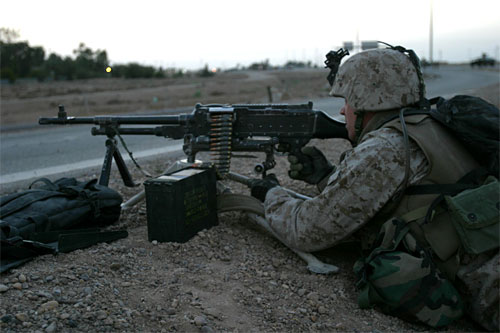
Soldat från USA.s marinkår utanför Falluja i april 2004.

Operation Vigilant Resolve är namnet på en amerikansk operation i Irakkriget som syftade till att återta kontrollen i staden Falluja och som pågick mellan 4 april och 1 maj 2004.
31 mars 2004, omkring ett år efter Irakkrigets början dödades fyra amerikanska anställda från säkerhetsföretaget Blackwater USA i staden. Deras kroppar skändades sedan av en mobb på över 1 000 personer, som bland annat släpade deras förkolnade lik genom stadens gator. 
Denna incident och det faktum att staden allt mer gled från centralmaktens kontroll ledde till att Operation Vigilant Resolve inleddes den 5 april, huvudsakligen av förband från USA:s marinkårs I Marine Expeditionary Force, med mål att storma Falluja och återta kontrollen över staden, ockupationsmakten hävdade att al-Qaida-anhängaren Abu Musab al-Zarqawi befann sig i staden och att hans terrorgrupp Muntada al-Ansar hade ett starkt fäste där.

## Bakgrund
Säkerhetsläget i staden Falluja försämrades under 2003/2004 för ockupationstrupperna i Irak. Sedan ockupationen inleddes 2003 dödades över 60 amerikanska soldater där, en dödssiffra som enbart överstegs i Bagdad. 

## Stormningen
Stormningen möttes av hårdnackat motstånd och USA tvingades sätta in stridsvagnar, attackhelikoptrar och stridsflyg i större skala för första gången sedan invasionen. Försvaret av staden kollapsade dock inte och efter flera misslyckade försök till fredsförhandling drog sig USA-styrkorna tillbaka från staden. Ett amerikanskt befäl uppgav som skäl att de inte ville att Falluja skulle bli ett nytt Dresden.
Centralregeringen gav efter stridernas slut den militära och polisiära kontrollen i staden till Fallujabrigaden, en nybildad styrka som ledes av en före detta general i Saddam Husseins armé, i hopp om att en lokal styrka skulle kunna bringa ordning i staden. Det visade sig dock senare att stora delar av soldaterna i Fallujabrigaden utgjordes av de motståndsmän som hade bekämpat den amerikanska stormningen av staden och styrkan upplöstes av centralregeringen.

## Civilbefolkningen
I försöken att inta Falluja omringades hela staden av marinkårssoldater som grävde ner sig i skyttevärn. Detta skar av staden totalt från omvärlden med stort lidande för civilbefolkningen som följd. Inga män tilläts lämna staden och även de kvinnor och barn som försökte fly levde farligt, då de kunde hamna i korseld mellan de stridande. Media rapporterade om flera fall där flyende av misstag hade bombats av stridsflyg och den brittiska nyhetskanalen Channel 4 visade i maj 2004 ett reportage som påstods visa hur amerikanska prickskyttar sköt ihjäl civila som lämnade sina hem.
Efter nästan en veckas strider föreslog USA en vapenvila där 70 000 kvinnor, barn och sårade tilläts lämna staden, samt att mat och medicin tilläts föras in i staden. Ett av kraven för vapenvilan var att den arabiska tv-kanalen Al-Jazeeras reporter, som hade filmat civila offer av stridsflyget, lämnade staden. Vapenvilan avbröts dock när det visade sig att ambulanser användes för att smuggla in vapen och ammunition i staden.

## Förluster
När stiderna var slut hade 27 amerikanska soldater stupat. Antalet irakiska motståndsmän som stupade beräknades till 200 stycken.
Totalt var de irakiska förlusterna ca 300 män, 200 kvinnor och 100 barn, hur många av männen som var motståndsmän är dock okänt.